# Afonso Cláudio (político)
Afonso Cláudio de Freitas Rosa (Santa Leopoldina, 2 de agosto de 1859 — Rio de Janeiro, 16 de junho de 1934) foi um político brasileiro.

## Biografia
Filho de José Cláudio de Freitas Rosa e de Rosa Cláudio de Freitas Rosa. Assim como seu bisavô e avô, seu pai foi um proprietário rural bastante conhecido em Santa Leopoldina, mas Afonso Cláudio não seguiu o caminho escolhido por seus ascendentes, que se dedicaram à fazenda de Mangaraí.
Iniciou os estudos no Ateneu Provincial, no Espírito Santo, e fez uma parte do curso secundário no Colégio das Neves, no Rio de Janeiro, então capital do Império, concluindo-o, porém, no Ateneu Provincial. Em 1878 matriculou-se na Faculdade de Direito do Recife. Pela maior proximidade com a terra natal, transferiu-se para a Faculdade de Direito de São Paulo, mas aí permaneceu apenas cerca de dois anos, regressando em seguida para a Faculdade do Recife, pela qual se bacharelou em 1883. 
Participou ativamente do movimento republicano e, quando da Proclamação da República, foi escolhido primeiro governador do estado do Espírito Santo, nomeado em 20 de novembro de 1889, exercendo o governo até 7 de janeiro de 1890.
Foi membro fundador da Academia Espírito-santense de Letras, sendo ocupante da primeira cadeira, que tem como patrono Marcelino Duarte.
Em 1891 foi nomeado desembargador do Egrégio Tribunal de Justiça do Estado do Espírito Santo, exercendo a presidência nos anos de 1892 e 1918.
Foi professor da Faculdade de Direito de Niterói (atual UFF).
O nome do município de Afonso Cláudio é uma homenagem ao seu primeiro governador, Afonso Cláudio de Freitas Rosa.
É patrono do Fórum Desembargador Afonso Cláudio, localizado em Vila Velha.